# Václav Riedlbauch
Václav Riedlbauch (1. dubna 1947 Dýšina – 3. listopadu 2017 Praha) byl český hudební skladatel, pedagog a manažer. V letech 2009–2010 zastával funkci ministra kultury ve Fischerově vládě.

## Životopis

### Studia
V letech 1962–1968 studoval hru na akordeon u dr. Josefa Smetany a skladbu u Zdeňka Hůly na Pražské konzervatoři. Poté pokračoval ve studiu kompozice na Akademii múzických umění v Praze ve třídě Václava Dobiáše, u něhož absolvoval roku 1973. Účastnil se mistrovských skladatelských kurzů Accademia Chigiana v Sieně (Franco Donatoni) a v polské Toruni (Witold Lutosławski, Tomasz Sikorski).

### Manažer a ministr
Od roku 1987 byl uměleckým šéfem opery Národního divadla. Podle dobových dokumentů a pamětníků se v listopadových dnech jednoznačně postavil na stranu hroutící se komunistické moci. Vyhrožoval z titulu své funkce stávkujícím umělcům finančními postihy, vyhazovy i vězením. Ještě v listopadu 1989 z divadla odešel.
Poté byl programovým ředitelem Paláce kultury (1990–1993), šéfproducentem a následně ředitelem hudebního vydavatelství Panton (1993–1996) a od 1. ledna 2001 generálním ředitelem České filharmonie. Na tomto postu ho po skončení funkčního období a neshodách s některými členy orchestru vystřídal v červenci 2009 Vladimír Darjanin.
V letech 1992–1997 byl členem výboru Ochranného svazu autorského; v jeho orgánech působil i později, v roce 2007 byl členem rozúčtovací komise.
V letech 2006–2009 z jeho iniciativy probíhal v Rudolfinu festival Pražské premiéry, nejvýznamnější český festival na poli soudobé vážné hudby po Sametové revoluci. Festival byl unikátní širokospektrou dramaturgií.[zdroj?] Významné též bylo jeho programové směřování na symfonickou hudbu. Většina světově významných skladatelů prezentovaných na festivalu byla v Praze prezentována vůbec poprvé. Pro festival též vznikla řada českých kompozic autorů všech generací.
V dubnu 2009 byl navržen do tzv. překlenovací vlády Jana Fischera jako ministr kultury. Dne 8. května 2009 ho prezident Václav Klaus jmenoval ministrem kultury.
K jeho důležitým krokům z pozice ministra patří převedení Galerie Rudolfinum pod Uměleckoprůmyslové muzeum v říjnu 2009, čímž vyřešil spor mezi vedoucím galerie Petrem Nedomou a generálním ředitelem České filharmonie (kam Galerie Rudolfinum spadala) Vladimírem Darjaninem. Převedl také Laternu magiku pod Národní divadlo a začal mluvit o možném odvolání šéfa Národní galerie Milana Knížáka. Z evropských i českých fondů získal peníze na opravu klášterů Teplá, Plasy a Velehrad či památkově chráněných vítkovických hutí. Na rozdíl od svého předchůdce Václava Jehličky značně podporoval živou kulturu.

### Pedagogická a umělecká činnost
V letech 1971–2016 působil jako pedagog na katedře skladby Hudební fakulty Akademie múzických umění v Praze, v letech 1990–2004 byl vedoucím katedry. Docentem byl jmenován roku 1985, profesorem roku 2000. Zároveň od roku 2010 přednášel Arts management na Vysoké škole ekonomické v Praze. Mezi lety 1970–1978 vyučoval skladbu a hudební teorii na Pražské konzervatoři.
Za dobu svého dlouhého pedagogického působení vychoval řadu skladatelů z nichž řada se stala čelnými představiteli své generace. Byli mezi nimi např. Vlastislav Matoušek, Josef Marek, Jiří Bezděk, Adam Klemens, Jindra Nečasová Nardelli, Petr Wajsar, Martin Hybler, František Fiala, Marko Ivanović, Bohuslav Jelen, Jan Fila, Jaroslav Pelikán, Marie Sommerová-Holáňová, Pavel Trojan Jr., Petr Malásek a řada dalších.
Jeho absolventi studia Arts managementu se též již úspěšně zapojují do kulturního dění.
Jako člen Stálé komise Concertino Praga se řadu let podílel na přípravě této rozhlasové soutěže.
Od prosince 2006 do června 2009 působil ve správní radě obecně prospěšné společnosti České doteky hudby, pořádající tři festivaly a řadu dalších akcí.
Dlouhodobě působil jako ředitel Nadace Bohuslava Martinů.

### Úmrtí
Zemřel v Praze dne 3. listopadu 2017 po dlouhé těžké nemoci. Byl pohřben do hrobu rodičů ve Strakonicích na hřbitově u sv. Václava. Hrob se nachází ve spodní části hřbitova téměř u spodní zdi.

## Dílo
Byl autorem 12 orchestrálních skladeb (Smrtelná ronda pro orchestr), varhanního koncertu, dalších komorních a vokálních skladeb včetně skladeb pro děti, pedagogické literatury. Jeho celovečerní balet Macbeth se na Nové scéně Národního divadla hrál od roku 1984 šest sezon.
Byl držitelem několika ocenění od institucí a mnoha z domácích soutěží; v roce 2000 mu Evropská unie umění udělila Evropskou cenu Gustava Mahlera za vynikající výsledky v oboru hudby.

### Výběr z díla
- Katedrály – toccata pro varhany
- Koncert-bitva (1973) – koncert pro varhany a orchestr
- Macbeth – celovečerní balet uváděný v sezónách 1984–1990 na Nové scéně ND[13]
- Smrtelná ronda (1975) pro symfonický orchestr
- 2 symfonie: č. 2. Symfonie s refrénem (1973)
- Defilé (1978) pro varhany
- Závěs (1982)
- Novoroční meditace (1989) – pro trubku a varhany[10]
- Cassandře (1990) – tři koncertantní fantazie pro flétnu a smyčce
- Předehry ticha (2002) pro malý orchestr

## Rodina
Dětství prožíval ve Strakonicích. Rodiče Rudolf Riedlbauch st. (1914–2003) a Veronika (1922–1984) měli šest dětí. Celkem tři ze sourozenců se stali profesionálními hudebníky; Jan Riedlbauch (* 1948) je flétnista, básník a profesor Pražské konzervatoře, Josef (1950–2022) byl houslistou Symfonického orchestru hl. m. Prahy FOK, Rudolf Riedlbauch (1944–2023) byl malíř a výtvarný pedagog. Sestry Anna (* 1945) a Marie (* 1957) se profesionálnímu umění nevěnovaly. Jeho neteře Veronika Riedlbauchová a Tereza Riedlbauchová jsou básnířkami, neteř Monika Riedlbauchová je redaktorkou radia Proglas.
Václav Riedlbauch byl dvakrát ženatý. První manželka Gabriela je varhanice, druhou manželkou byla muzikoložka Yvetta Koláčková. S první ženou měl dvě dcery.